# Ґодаче (Пултуський повіт)
Ґодаче (пол. Godacze) — село в Польщі, у гміні Сьверче Пултуського повіту Мазовецького воєводства.
Населення — 115 осіб (2011).
У 1975-1998 роках село належало до Цехановського воєводства.

## Демографія
Демографічна структура станом на 31 березня 2011 року:
|          | Загалом | Допрацездатний вік | Працездатний вік | Постпрацездатний вік |
| -------- | ------- | ------------------ | ---------------- | -------------------- |
| Чоловіки | 52      | 12                 | 31               | 9                    |
| Жінки    | 63      | 14                 | 29               | 20                   |
| Разом    | 115     | 26                 | 60               | 29                   |